# George Henry Wright
George Henry Wright (26 de outubro de 1849 – 15 de abril de 1912) foi um significativo empresário e filantropo em  Halifax, Nova Escócia. Nasceu em Wright's Cove, Nova Esócia e morreu durante o naufrágio do Titanic aos 63 anos de idade. Estabeleceu o Write's World Business Directory em Boston e posteriormente retornou a Halifax e investiu na cidade. Sua própria cada com endereço 989 Young Ave e dois de seus prédios públicos, o Marble Wright Building (1672 Barrington St.) e o Saint Paul Building, (1684 Barrington St., antigamente a livraria de JW Doull) ainda permanecem de pé no centro da cidade de  Halifax. Foram todos construídos pelo arquiteto James Charles Philip Dumaresq.
Wright foi filantropo e desenvolveu o primeiro projeto habitacional na província. Deixou em seu testamento sua para o Local Council of Women of Halifax para promover a causa do sufrágio feminino (o direito de voto das mulheres foi alcançado seis anos após a morte de Wright). Também foi um dos maiores contribuidores para o prédio da Associação Cristã de Moços e da Dalhousie University.
Um entusiástico iatista, Wright possuía diversos barcos incluindo a corveta Princess, construída pela H.W. Embree and Sons em Port Hawkesbury. Wright também criou a George Wright Cup, um troféu para corridas de vela no Royal Nova Scotia Yacht Squadron.
Embora seu corpo nunca tenha sido recuperado, ele tem uma lápide no cemitério Christ Church em Dartmouth.